# びぶりか
びぶりか-現代と聖書信仰、（-げんだいとせいしょしんこう）とは、聖書同盟が発行するキリスト教の隔月刊誌。びぶりか委員会編。
執筆者は、神学者の内田和彦、奥山実、教会音楽家の岳藤豪希、川中子義勝ら。第2号（1982年3月）は、「汝の道をゆだねまつれ　‐パウル・ゲルハルトの歌‐」など。